# Arthur Guinness (homme politique)
Pour les articles homonymes, voir Guinness.
Arthur Robert Guinness, né à Calcutta en 1846 et mort le 10 juin 1913,, est un homme politique néo-zélandais.

## Biographie
Émigré en Nouvelle-Zélande vers l'âge de 6 ans avec ses parents, il étudie le droit et est admis au barreau en 1867. Il pratique à la fois le métier de barrister et celui de solliciteur. Candidat malheureux en 1873, il est élu à la Chambre des représentants de Nouvelle-Zélande de 1884 jusqu'à sa mort et rejoint le jeune Parti libéral. Il prend part activement aux politique sociales menées par le gouvernement libéral de la fin du XXe siècle et du début du XXe siècle, et est élu président de la Chambre de 1903 jusqu'à sa mort. Il est fait chevalier en 1911, et devient en 1912 le doyen de la Chambre des représentants, c'est-à-dire le député qui siège depuis le plus longtemps,,.